# Leila Guerriero
Leila Guerriero (sinh ngày 17 tháng 2 năm 1967) là một nhà báo và nhà văn người Argentina.

## Nghề nghiệp
Leila Guerriero tốt nghiệp trường Colegio Nacional Normal Superior de Junín. Bà học ngành du lịch, một lĩnh vực mà cuối cùng bà không theo đuổi. Khởi đầu thực nghiệm của bà trong ngành báo chí là vào năm 1992 khi bà có tác phẩm đầu tiên với vai trò biên tập viên tại Página / 30, một tạp chí hàng tháng của tờ báo Página / 12. Sau khi gửi một câu chuyện có tên "Kilómetro cero" đến bàn tiếp tân, bà nhận được một cuộc gọi từ giám đốc bốn ngày sau, lúc đó là ông Jorge Lanata.
Kể từ đó, các tác phẩm của bà đã xuất hiện trên nhiều phương tiện truyền thông như La Nación  và Rolling Stone từ Argentina, El País và Vanity Fair từ Tây Ban Nha, El Malpensante và SoHo từ Colombia, và Paula (magazine) và El Mercurio de Valparaíso từ Chile. Ngoài ra, bà là biên tập viên người Mỹ Latinh cho tạp chí Gatopardo của Mexico.
Năm 2010, bà đã chiến thắng ấn bản thứ chín của Gabriel Garcia Márquez Journalism Award từ Fundación Nuevo Periodismo Iberoamericano (FNPI) trong hạng mục văn bản, cho biên niên sử của mình "El Rastro en los huesos", trong đó bà kể lại công việc được thực hiện bởi đội Nhân chủng học pháp y Argentina xác định hài cốt của người mất tích từ chế độ độc tài quân sự.
Vào năm 2014, bà đã nhận được Bằng khen của Konex trong hạng mục Biên niên sử và Chứng thực.

## Tác phẩm
- Los suicidas del fin del mundo, biên niên sử của một thị trấn Patagonia, Tusquets, 2005, ISBN 9788483103463
- Frutos Extraños, thu thập biên niên sử 2001 20012008, Alfaguara, 2009, ISBN 9789587581393
- Los malditos, biên tập viên, Ediciones UDP, 2011
- Plano Americaano, 21 hồ sơ của các nghệ sĩ ban đầu được xuất bản trên các phương tiện truyền thông đa dạng, Ediciones UDP, 2013, ISBN 9788433939173 [7]
- Una historia sencilla, Anagrama, 2013, ISBN 9788433934338
- Zona de obras, Anagrama, 2015, ISBN 9788433937056
- Cuba en la encrucijada: 12 Perspectivas sobre la continuidad y el cambio en la habana y en todo el país, biên tập viên, Knopf Doubleday, 2018, ISBN 9780525563235

## Giải thưởng
- Gabriel Garcia Márquez Journalism Award [es] [5]
- Giải thưởng Konex 2014 [6]